# Administración del Transporte Marítimo de Guerra

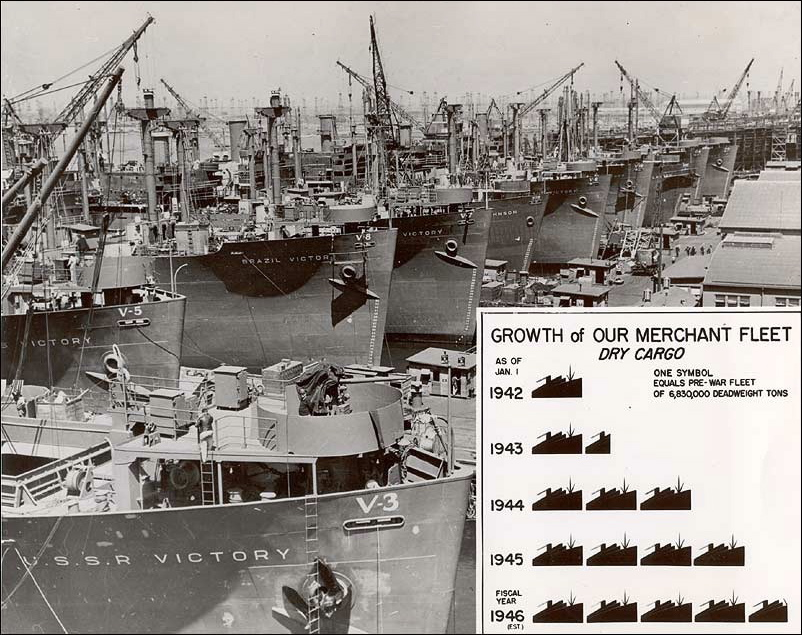
Foto de comunicado de prensa de la WSA que muestra la producción de tonelaje de buques de transporte en tiempos de guerra

La Administración del Transporte Marítimo de Guerra (en inglés: War Shipping Administration o por sus siglas, WSA en inglés) fue una agencia creada durante la Segunda Guerra Mundial, perteneciente al gobierno estadounidense, encargada de adquirir y operar el transporte civil de marina mercante que Estados Unidos necesitaba para combatir en la guerra. Tanto la construcción naval bajo la Comisión Marítima de los Estados Unidos como la asignación de buques bajo la WSA a las necesidades del Ejército, la Marina o civiles se coordinaron estrechamente a través del vicealmirante Emory S. Land, quien continuó al frente de la Comisión Marítima mientras dirigía también la WSA.

## Historia

### Fundación
La escasez de buques, agravada aún más por los requisitos de retirarlos del servicio para su conversión y armamento, fue motivo de preocupación en los niveles más altos, incluido el Presidente Roosvelt.
La preocupación particular de que los envíos disponibles no se utilizarían de manera efectiva condujo a su creación, inmediatamente después de la entrada activa de la nación en la guerra, de la Junta de Transporte Estratégico (Strategic Shipping Board en inglés), integrada por el presidente de la Comisión Marítima, el Jefe de Estado Mayor del Ejército de los Estados Unidos, el Jefe de Operaciones Navales y el Sr. Harry Hopkins, que respondía directamente al Presidente. 
Las diferencias entre las distintas organizaciones y la falta de un mando único, salvo del Presidente, limitaron la eficacia de la junta. Una necesidad adicional era una interacción rutinaria y eficaz con el Ministerio de Transporte de Guerra británico, que ya gestionaba la marina mercante británica, para coordinar toda la marina mercante aliada. Tras la creación de la WSA, la Junta de Transporte Estratégico continuó existiendo, con un papel mucho menor, bajo el mando del Estado Mayor Conjunto.
El 7 de febrero de 1942, la WSA fue establecida por el Presidente de los Estados Unidos, Franklin Delano Roosevelt, mediante la Orden Ejecutiva n.º 9054 del 7 de febrero de 1942, tras la entrada de Estados Unidos en la guerra. La WSA se separó administrativamente de la Comisión Marítima de los Estados Unidos, establecida en 1936, que supervisaba el diseño y la construcción de buques mercantes. Estos incluían la producción de los buques Liberty y Victory, entre otros. La flota estadounidense se expandió hasta alcanzar unos 3500 buques de carga seca (graneleros) y más de 900 petroleros de alta velocidad.

### Operaciones
En la práctica, la Comisión Marítima y la WSA colaboraron estrechamente bajo la dirección del vicealmirante Emory S. Land. Land describió esta relación en su informe al presidente sobre el progreso de la WSA hasta el 31 de diciembre de 1943:
En virtud de la Ley de la Marina Mercante de 1936, se estableció la Comisión Marítima de los Estados Unidos como organismo independiente para dirigir y controlar todas las fases del transporte marítimo y la construcción naval en el extranjero. Inmediatamente después de la entrada de Estados Unidos en la guerra, se hizo evidente la necesidad de un organismo especial para abordar los problemas operativos propios de la guerra, complementando así a la Comisión Marítima. Esta necesidad dio lugar a la creación de la Administración de Transporte Marítimo de Guerra el 7 de febrero de 1942, que asumió prácticamente todas las principales funciones estatutarias de la Comisión Marítima, con excepción de la construcción naval. Así, la WSA se convirtió en el organismo de operación de buques del Gobierno, y la Comisión Marítima en su organismo de construcción naval.
La autoridad de la WSA era amplia. En el mismo informe al Presidente, el vicealmirante Land lo describió así:
La responsabilidad de la WSA bajo la Orden Ejecutiva del 7 de febrero de 1942, se extendió a todas las fases del transporte marítimo, incluyendo la compra o requisición de buques para su propio uso o el uso del Ejército, la Marina u otras agencias gubernamentales; la reparación, armado y desmagnetización de buques controlados por la WSA y buques aliados bajo la disposición de préstamo y arriendo; conversión de buques en transportes de tropas, barcos hospitales y para otros fines especiales; entrenamiento y provisión de personal para los buques, operación, carga, descarga y control general del movimiento de estos buques; administración de las leyes y fondos de seguros marítimos y de riesgo de guerra, y el control de terminales e instalaciones portuarias, reenvío y asuntos relacionados.

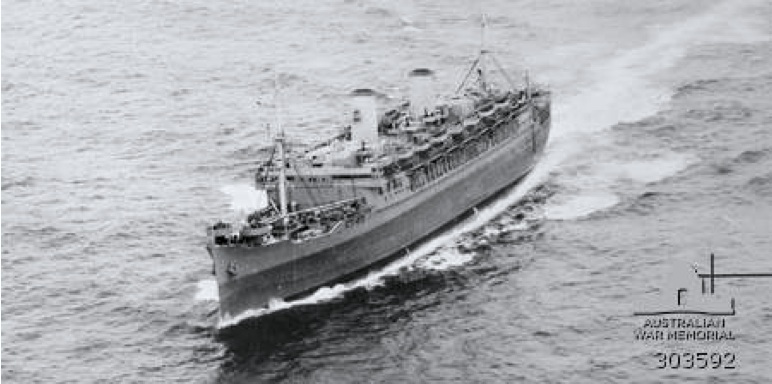
SS Mariposa, el 28 de marzo de 1944.

Bajo esa autoridad, los buques de carga se asignaban al comercio, al Ejército o a la Armada. Muchos de los buques del Ejército y de los transportes navales eran asignados por la WSA. La WSA, a través de sus agentes, operaba directamente los buques para apoyar las necesidades militares y civiles.
Entre los barcos operados por la WSA más notables se encontraban transportes de tropas grandes y rápidos capaces de navegar en gran medida sin escolta, entre los que se encontraban el SS Argentina, el SS Brazil, el SS John Ericsson, el SS Lurline, el SS Mariposa, el SS Monterey y el SS Uruguay.
Además, la WSA trabajó en estrecha colaboración con el Ministerio de Transporte de Guerra británico para garantizar el uso más eficiente de los cascos de los barcos disponibles y la capacidad de transporte de carga.
Con respecto a la carga, descarga y control general del movimiento de estos buques, la WSA desarrolló e implementó métodos mejorados para utilizar la capacidad de los buques y evitar el uso ineficiente de los mismos por parte del comercio y los servicios militares.

### Posguerra
Después de la guerra, los buques de la WSA se utilizaron para transportar de vuelta a casa a la enorme cantidad de personal armado que se encontraba en el extranjero, como parte de la Operación Alfombra Mágica. Para el 1 de diciembre de 1945, más de 3.500.000 hombres habían regresado de las zonas de ultramar.
El 1 de septiembre de 1946, las funciones de la WSA fueron devueltas a la Comisión Marítima.